# Sébastien-Joseph du Cambout
Sébastien-Joseph du Cambout (Château de Coislin, né le 29 janvier 1634 - mort à  Paris le 27 juin 1690 est un noble breton, abbé commendataire de trois abbayes en Bretagne, puis théologien janséniste.

## Biographie
Sébastien-Joseph du Cambout de Coislin dit « de Pontchâteau », fils cadet de Charles du Cambout († 4 mars 1648), 1er marquis de Coislin et de Philippe de Beurges. Son père est le petit-neveu de cardinal de Richelieu et il est destiné à l'Église. Tonsuré à l'âge de sept ans, il reçoit encore enfant du Pape comme abbé commendataire, trois abbayes en Bretagne : Saint-Gildas-des-Bois (bénédictins), de la Vieuville (cisterciens) et de Geneston (chanoines réguliers de saint Augustin). Il fait ses études de théologie à Paris et y rencontre Antoine Arnaud. Aimant la solitude et la vie contemplative, il renonce à une brillante carrière d'ecclésiastique mondain. Son existence est marquée par son indéfectible attachement à la cause du jansénisme après la condamnation par l'Église catholique romaine en 1653 des thèses de Cornelius Jansen.  
Il se démet de ses abbayes à partir de 1662 « pour mener une vie pénitente et inconnue », seule l'abbaye Saint-Gildas-des-Bois reste nominalement sous son gouvernement jusqu'à sa mort. Il va s'établir à Port-Royal des Champs comme jardinier à la ferme des Granges sous le nom de «  maître Mercier ».
Dès 1656 il déploie pourtant une activité de polémiste et il entretient une vaste correspondance avec le vicaire apostolique aux Pays-Bas l'abbé de Rancé et le futur cardinal Étienne Le Camus. Il est l'auteur des deux premiers volumes de La Morale pratique des Jésuites. Il effectue des missions à Rome pour défendre la cause de mai 1677 à juin 1679 puis du 1er juillet 1679 au 8 juillet 1680. Il obtient la confirmation de l'élection par les religieuses de Port-Royal le 8 août 1681 de mère Angélique de Saint-Jean Arnauld d'Andilly comme supérieure. Il meurt à Paris dans la paroisse Saint-Gervais lors d'un de ses passages dans la capitale. Il est inhumé à Port-Royal des Champs. Son corps est transféré à Magny-Lessart lors de la destruction du monastère en 1711.

## Littérature
André Fraigneau relate la vie et les tourments de M. de Ponchateau dans Journal  profane d’un Solitaire (La Table Ronde, 1947). 